# Balustradă

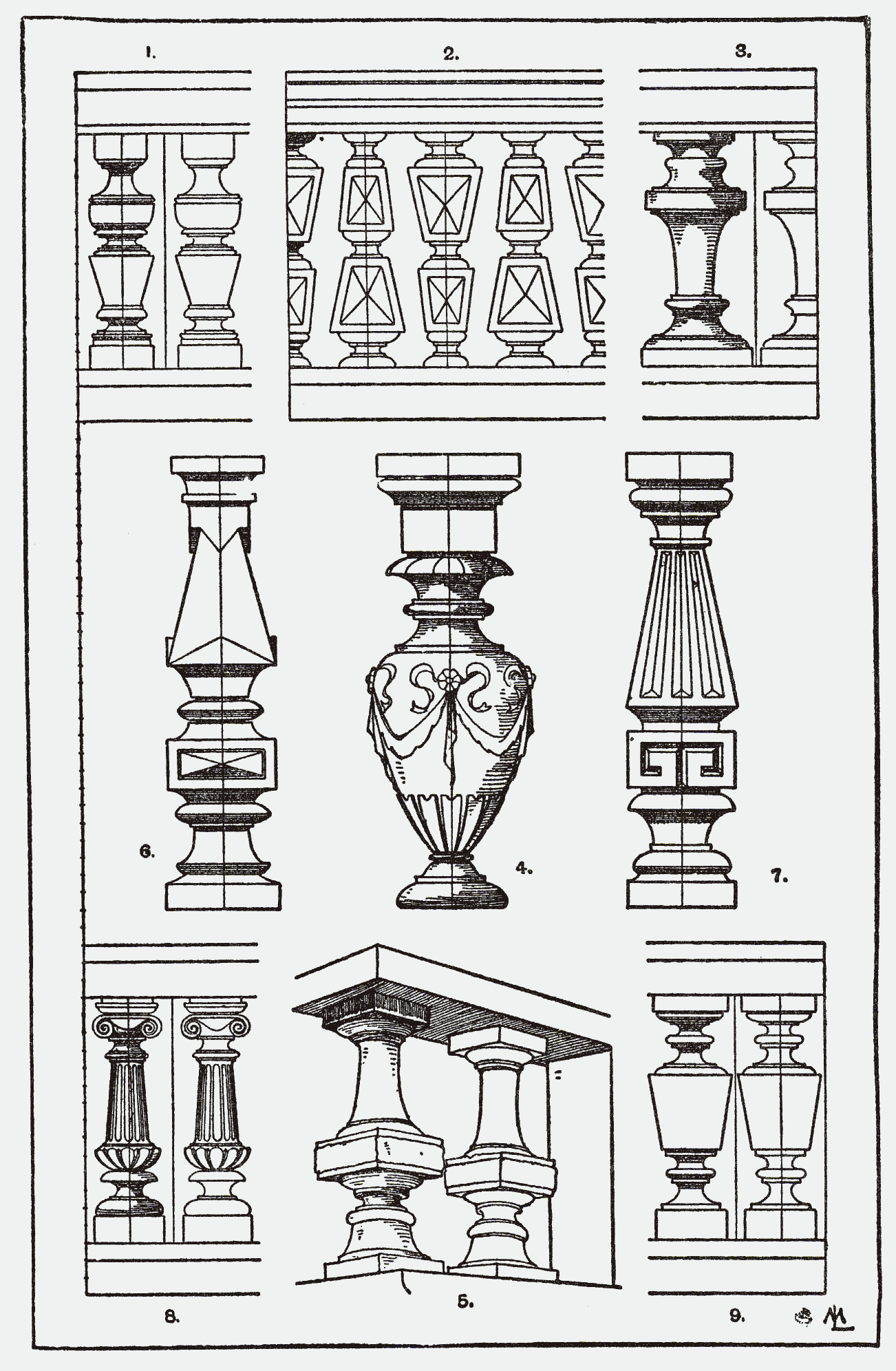
O pagină cu desene a unor porţiuni de balustrade diferite ilustrând diferite tipuri de baluştri din cartea Un ghid de ornamente, Franz S. Meyer (1898)

Balustradă este un cuvânt provenit din limba latină, balaustium, desemnând un element arhitectural având un dublu scop, protectiv și estetic, al unei clădiri, structuri sau al unui pod.  Balustrada este partea superioară, continuă sau întreruptă, rectilinie sau curbilinie, realizată din lemn, metal sau alte materiale dure, a  unei scări, platforme sau unei căi de acces suspendată sau nu, adăugată uneia sau ambelor parți laterale ale acestora.  De asemenea, poate fi un perete, un gard scund sau o structură suplimentară de protecție care mărginește un element mai complex al construcției așa cum ar fi, de pildă, un balcon.
Balustrada este un ansamblu de alte elemente, având un parapet în partea superioară, care, la rândul său, se sprijină pe elemente verticale de susținere, așa cum ar fi stâlpi, coloane sau colonete, care indiferent de proveniență și denominare arhitecturală, poartă numele comun de balustru.

## Cuvântul balustradă în alte limbi
Cuvântul balustradă are echivalentele următoare în alte limbi: balustre în franceză, balaustro italiană, balustrade or baluster engleză, etc.  În limba italiană, termenul balaustro provine din balaustra, floare de rodie.

## Scurt istoric
Cele mai timpurii exemple de balustrade, pe care le cunoaștem azi, datează din vremea asirienilor, fiind prezentate pe basoreliefurile ce împodobeau palatele acestora.  Deși se pare, conform sursei citate, Wittkower, 1974, că balustradele nu erau cunoscute în Grecia și Roma antică, ele apar de abia la sfârșitul secolului al XV-lea, prima dată în Italia, ca elemente arhitecturale distincte ale balcoanelor palatelor (palazzo, în italiană) construite în Veneția și Verona.
Este foarte probabil că aceste balustrade quattrocento sunt continuarea arhitectonică a predecesoarelor lor gotice, formând balustradele colonetelor ca o alternativă la arcadele miniaturale, copii proporțional reduse ale celebrelor arcade gotice, ogivele.

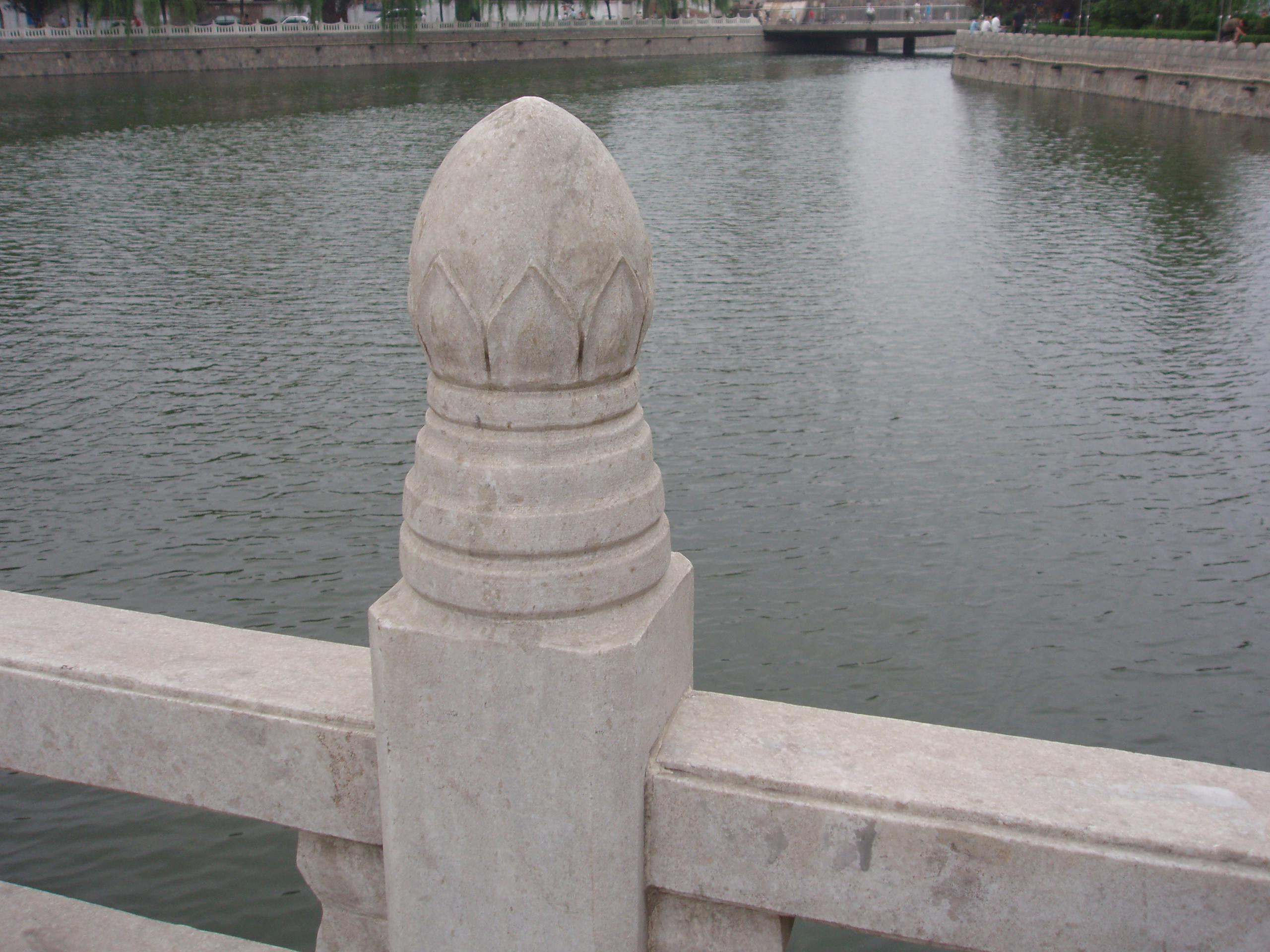
Un frumos exemplu de balustru de marmură

În lucrarea menționată, Wittkower nu crede că s-ar putea vorbi de vreun inventator al balustradei, dar îl creditează pe Giuliano da Sangallo ca fiind unul dintre primii arhitecți care a folosit în mod sistematic balustradele la construcțiile unor vile, dintre care cea de la Poggio a Caiano (circa 1480) ar fi un bun exemplu.  De Sangallo a folosit balustrade chiar și în reconstrucția structurilor antice, dar cel mai important, a fost acela de la care atât Donato Bramante (vedeți Tempietto, 1502) cât și Michelangelo Buonarotti s-au inspirat, făcând ca balustrada să devină un element arhitectonic firesc al secolului al XVI-lea și implicit al stilului baroc. 
Același Wittkower distinge două tipuri, unul simetric în profil constituit din două parți de forma unui bulb plasate una peste alta, separate de un tor de formă concavă sau de un inel concav și un al doilea tip de forma unui vas simplu, folosit pentru prima dată, conform aceluiași Wittkower, de către Michelangelo.
Termenul de balustru anglo-saxon se referă la un element vertical de susținere al ferestrelor în arhitectura anglo-saxonilor.  În secțiunea sudică a abației din St Albans, Anglia, se găsesc astfel de baluștri, care se presupune că au fost efectiv luați și mutați din vechea biserică saxonă.  Baluștrilor originali saxoni li s-au adăugat baze și capiteluri de tip normand, respectiv baluștri foarte simpli, de tip cilindric, fără nici un fel de alte ornamente.

## Galerie

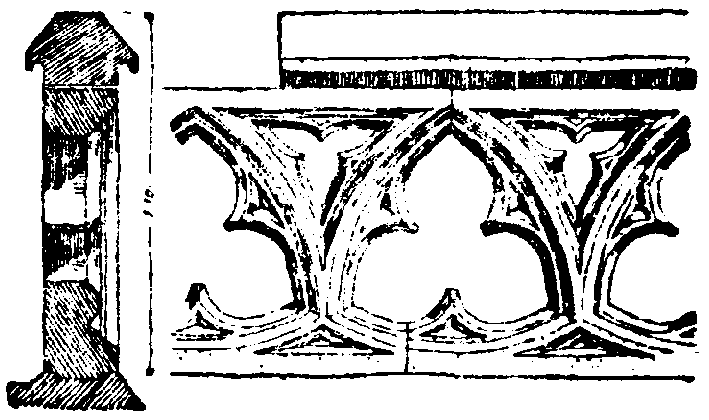
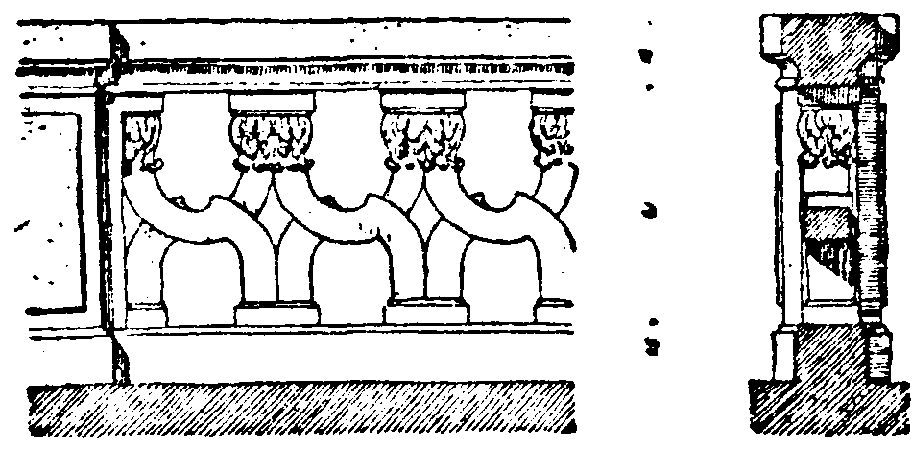
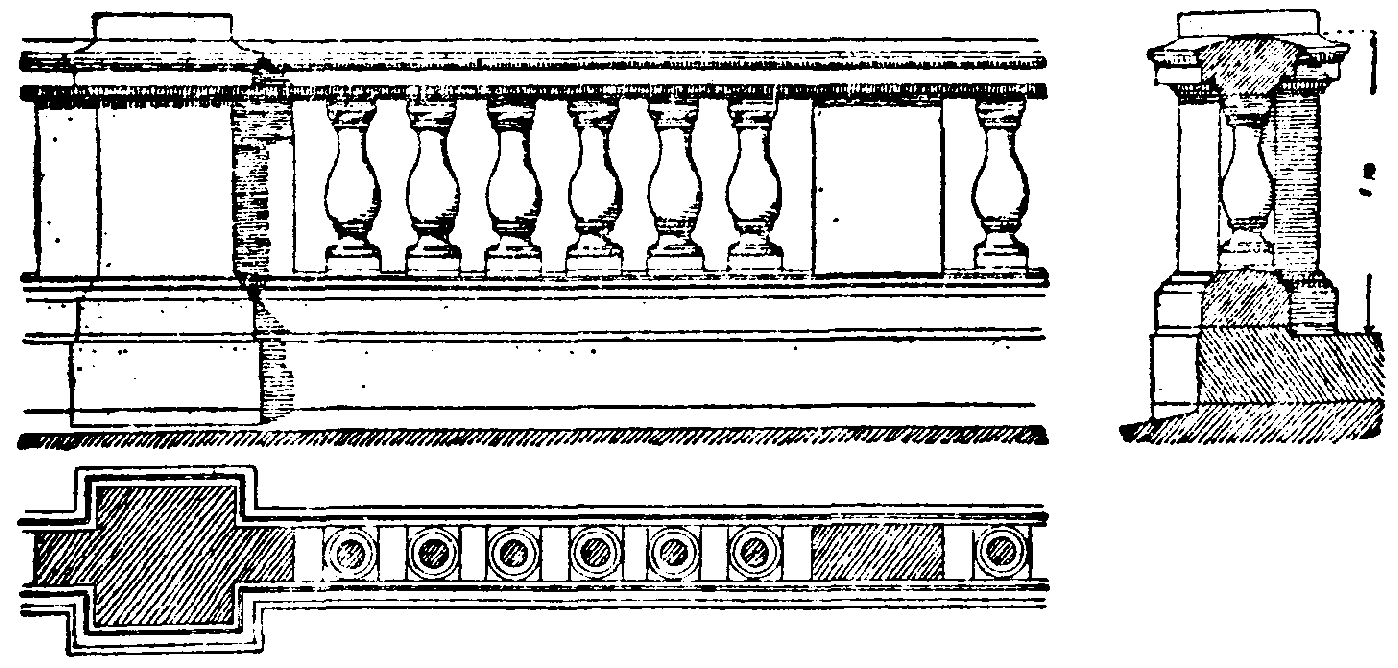
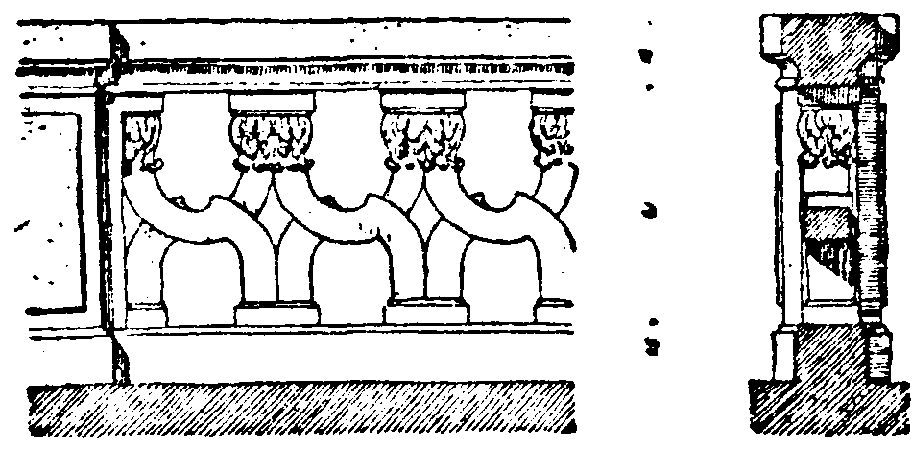

Această galerie de imagini a fost publicată în prima, respectiv a doua ediție a Nordisk familjebok între 1904 și 1926.  Copyright-ul tuturor acestor imagini, care se găsesc la Commons Wikimedia, a expirat și ca atare ele constituie parte a domeniului public.

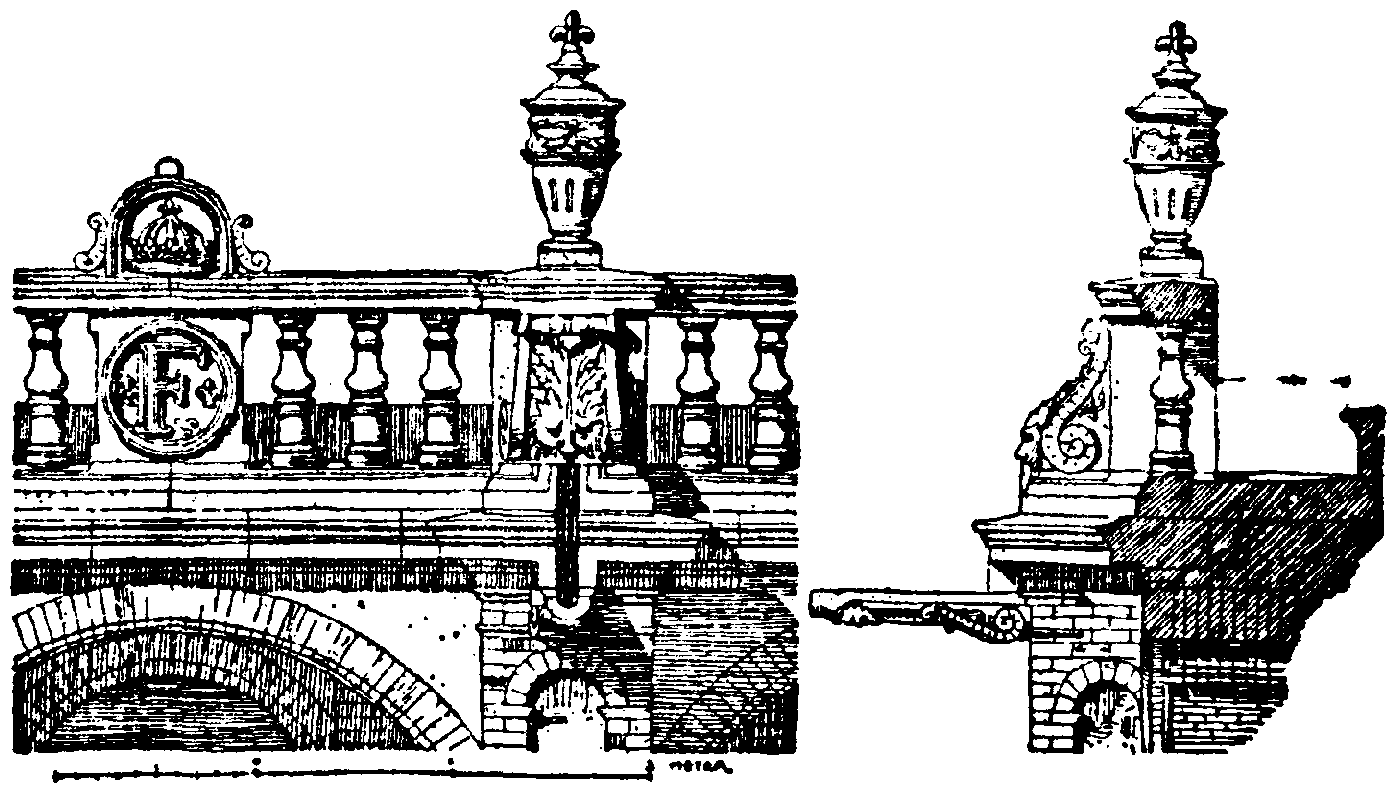
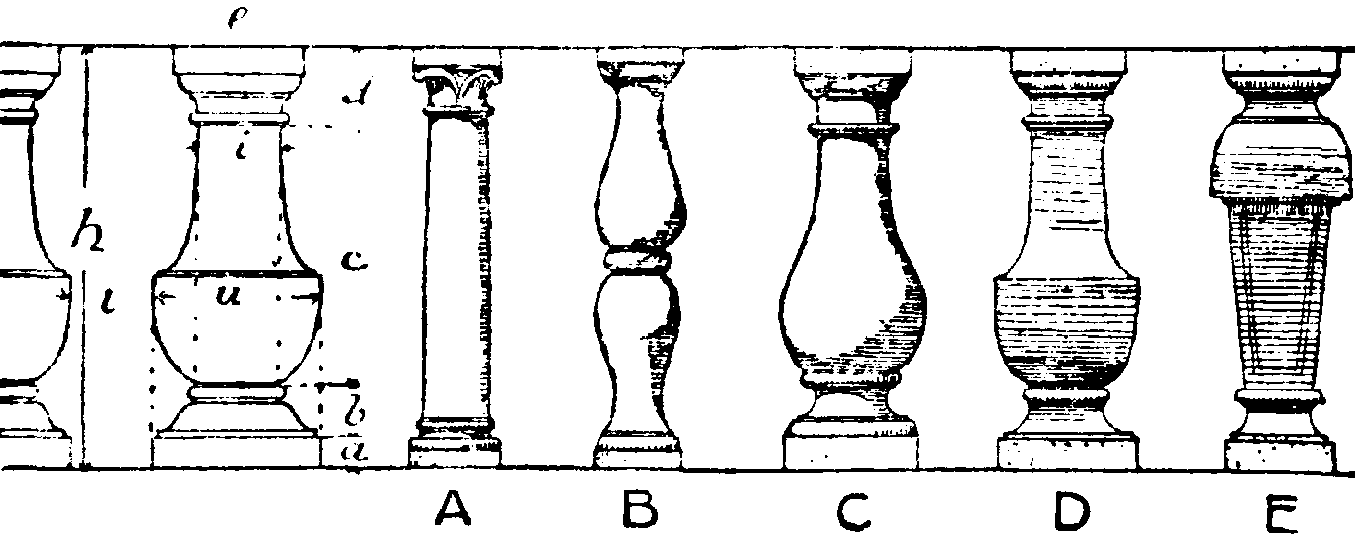
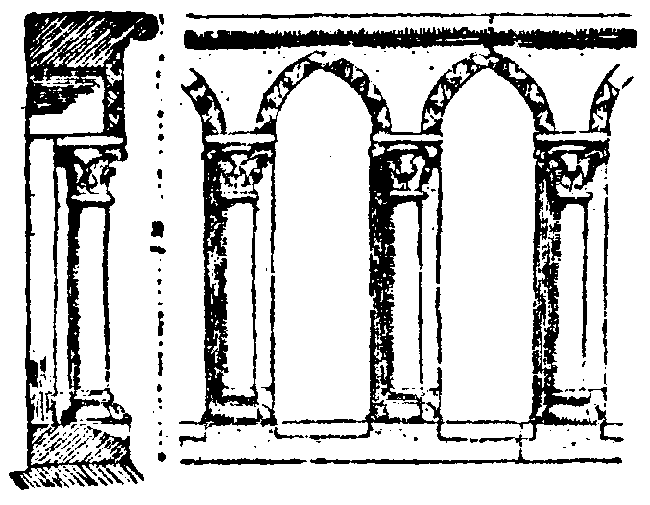
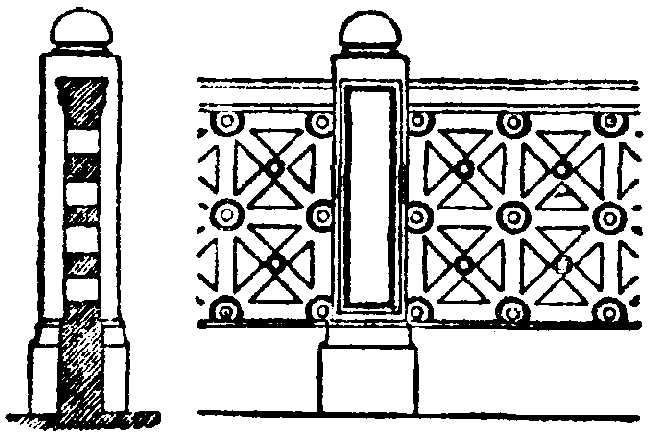